# Llista de comtats d'Oregon
L'estat nord-americà d'Oregon s'organitza en 36 comtats.
El comtat més poblat de l'estat és el comtat de Multnomah amb més de 790 mil habitants segons l'estimació del cens de 2024. Mentre que el comtat de Wheeler és el de menys població amb 1.456 habitants. Harney és el comtat més extens amb una superfície de 26.250 km², mentre que el de Multnomah també és el de menys extensió amb 1.130 km² de superfície.
L'abreviació postal d'Oregon és OR i el seu codi FIPS d'estat és el 41.

Comtats d'Oregon per data de creació.
1840–1849
1850–1859
1860–1869
1870–1889
Posterior a 1890

## Comtats actuals
| Nom del comtat | Seu del comtat | Data de creació | Origen                                                                                       | Etimologia del nom | Població (2024) | Superfície | Mapa                 |
| -------------- | -------------- | --------------- | -------------------------------------------------------------------------------------------- | --- | --------------- | ---------- | -------------------- |
| Baker          | Baker City     | 1862            | A partir del comtat de Wasco.                                                                | Per Edward D. Baker, senador de l'estat. | 16.750          | 7.946 km²  | Comtat de Baker      |
| Benton         | Corvallis      | 1847            | A partir del comtat de Polk.                                                                 | Per Thomas Hart Benton, senador estatal. | 98.899          | 1.751 km²  | Comtat de Benton     |
| Clackamas      | Oregon City    | 1843            | Comtat original.                                                                             | Pel poble Clackamas | 425.857         | 4.838 km²  | Comtat de Clackamas  |
| Clatsop        | Astoria        | 1844            | A partir del districte original de Twality.                                                  | Per la tribu clatsop. | 41.043          | 2.142 km²  | Comtat de Clatsop    |
| Columbia       | St. Helens     | 1854            | A partir del comtat de Washington.                                                           | Pel riu Colúmbia | 54.063          | 1.702 km²  | Comtat de Columbia   |
| Coos           | Coquille       | 1853            | A partir dels comtats de Jackson i Umpqua.                                                   | Pel poble coos. | 64.326          | 4.144 km²  | Comtat de Coos       |
| Crook          | Prineville     | 1882            | A partir del comtat de Wasco.                                                                | Per George Crook, militar de l'exèrcit de la Unió durant la Guerra civil i les Guerres índies.                                                                                    | 27.336          | 7.718 km²  | Comtat de Crook      |
| Curry          | Gold Beach     | 1855            | A partir del comtat de Coos.                                                                 | Per George Law Curry, governador del Territori d'Oregon. | 22.774          | 4.214 km²  | Comtat de Curry      |
| Deschutes      | Bend           | 1916            | A partir del comtat de Crook.                                                                | Pel riu Deschutes, el tributari més gran del riu Colúmbia. | 211.535         | 7.817 km²  | Comtat de Deschutes  |
| Douglas        | Roseburg       | 1852            | A partir del comtat d'Umpqua.                                                                | Pel senador Stephen A. Douglas, partidari de l'admissió d'Oregon a la Unió. | 112.255         | 13.046 km² | Comtat de Douglas    |
| Gilliam        | Condon         | 1885            | A partir del comtat de Wasco.                                                                | Per Cornelius Gilliam, pioner d'Oregon i comandant de les forces voluntàries contra els cayuses.                                                                                  | 1.971           | 3.118 km²  | Comtat de Gilliam    |
| Grant          | Canyon City    | 1864            | A partir dels comtats d'Umatilla i Wasco.                                                    | Per Ulysses S. Grant, divuitè president dels Estats Units. | 7.093           | 11.730 km² | Comtat de Grant      |
| Harney         | Burns          | 1889            | A partir del comtat de Grant.                                                                | Per William S. Harney, oficial de cavalleria durant les Guerres índies i la Guerra de Mèxic.                                                                                      | 7.402           | 26.250 km² | Comtat de Harney     |
| Hood River     | Hood River     | 1908            | A partir del comtat de Wasco.                                                                | Pel riu Hood, tributari del riu Colúmbia. | 23.764          | 1.352 km²  | Comtat de Hood River |
| Jackson        | Medford        | 1852            | A partir del comtat de Lane i l'àrea no organitzada al sud dels comtats de Douglas i Umpqua. | Per Andrew Jackson, setè president dels Estats Units. | 221.331         | 7.213 km²  | Comtat de Jackson    |
| Jefferson      | Madras         | 1914            | A partir del comtat de Crook.                                                                | Pel volcà Mount Jefferson, situat al comtat, i aquest per Thomas Jefferson, tercer president dels Estats Units.                                                                   | 25.536          | 4.613 km²  | Comtat de Jefferson  |
| Josephine      | Grants Pass    | 1856            | A partir del comtat de Jackson.                                                              | Per Virginia "Josephine" Rollins, la primera dona colonitzadora de la zona. | 88.276          | 4.248 km²  | Comtat de Josephine  |
| Klamath        | Klamath Falls  | 1882            | A partir del comtat de Lake.                                                                 | Pel poble klamath. | 70.438          | 15.397 km² | Comtat de Klamath    |
| Lake           | Lakeview       | 1874            | A partir dels comtats de Jackson i Wasco.                                                    | Pel gran nombre de llacs i fonts d'aigua. | 8.194           | 20.565 km² | Comtat de Lake       |
| Lane           | Eugene         | 1851            | A partir dels comtats de Benton, Linn i Umpqua.                                              | Per Joseph Lane, primer governador del Territori d'Oregon. | 382.396         | 11.795 km² | Comtat de Lane       |
| Lincoln        | Newport        | 1893            | A partir dels comtats de Benton i Polk.                                                      | Per Abraham Lincoln, setzè president dels Estats Units. | 51.212          | 2.538 km²  | Comtat de Lincoln    |
| Linn           | Albany         | 1847            | A partir del comtat de Marion.                                                               | Per Lewis F. Linn, pel seu suport a la Donation Land Claim Act destinada a promoure assentaments familiars al territori d'Oregon.                                                 | 132.474         | 5.934 km²  | Comtat de Linn       |
| Malheur        | Vale           | 1887            | A partir del comtat de Baker.                                                                | Pel riu Malheur, del francès Riviere au Malheur ("riu desafortunat"), anomenat així pels caçadors de pells francesos les pertinences dels quals van ser robades al llarg del riu. | 32.315          | 25.610 km² | Comtat de Malheur    |
| Marion         | Salem          | 1843            | Districte original del Territori d'Oregon.                                                   | Per Francis Marion, general durant la Guerra d'independència. | 352.867         | 3.069 km²  | Comtat de Marion     |
| Morrow         | Heppner        | 1885            | A partir dels comtats de Umatilla i Wasco.                                                   | Per Jackson L. Morrow, polític demòcrata de la Cambra de Representants d'Oregon i defensor de la formació del comtat.                                                             | 12.360          | 5.265 km²  | Comtat de Morrow     |
| Multnomah      | Portland       | 1854            | A partir dels comtats de Clackamas i Washington.                                             | Per la tribu multnomah. | 795.897         | 1.127 km²  | Comtat de Multnomah  |
| Polk           | Dallas         | 1845            | A partir de l'antic districte de Yamhill del comtat d'Oregon.                                | Per James Knox Polk, onzè president dels Estats Units. | 90.549          | 1.919 km²  | Comtat de Polk       |
| Sherman        | Moro           | 1889            | A partir del comtat de Wasco.                                                                | Per William T. Sherman, general de la Unió durant la Guerra civil. | 2.002           | 2.132 km²  | Comtat de Sherman    |
| Tillamook      | Tillamook      | 1853            | A partir dels comtats de Clatsop, Polk i Yamhill.                                            | Per la tribu Tillamooks. | 27.264          | 2.854 km²  | Comtat de Tillamook  |
| Umatilla       | Pendleton      | 1862            | A partir del comtat de Wasco.                                                                | Pel riu Umatilla, tributari del riu Colúmbia. | 80.491          | 8.327 km²  | Comtat d'Umatilla    |
| Union          | La Grande      | 1864            | A partir del comtat de Baker.                                                                | Per la ciutat d'Union del mateix comtat i que al seu torn va rebre el nom per la Unió, nom amb què es va conèixer els Estats Units d'Amèrica durant la Guerra civil.              | 26.058          | 5.276 km²  | Comtat d'Union       |
| Wallowa        | Enterprise     | 1887            | A partir del comtat d'Union.                                                                 | Pel wallowa, un trípode fet per pals utilitzat per sostenir xarxes de pesca utilitzat pels nez percé.                                                                             | 7.522           | 8.146 km²  | Comtat de Wallowa    |
| Wasco          | The Dalles     | 1854            | A partir dels comtats de Clackamas, Lane, Linn i Marion.                                     | Pels wasco, una tribu d'amerindis chinook que vivia als marges del riu Colúmbia.                                                                                                  | 26.507          | 6.167 km²  | Comtat de Wasco      |
| Washington     | Hillsboro      | 1843            | Un dels quatre districtes originals del comtat d'Oregon, amb el nom de Twality.              | Per George Washington, primerr president dels Estats Units. | 611.272         | 1.875 km²  | Comtat de Washington |
| Wheeler        | Fossil         | 1899            | A partir dels comtats de Crook, Gilliam i Grant.                                             | Per Henry H. Wheeler, un dels primers carters d'Oregon. | 1.456           | 4.442 km²  | Comtat de Wheeler    |
| Yamhill        | McMinnville    | 1843            | Un dels quatre districtes originals del comtat d'Oregon.                                     | Per la banda Yamhill dels kalapuyes, un grup local de nadius americans. | 110.886         | 1.854 km²  | Comtat de Yamhill    |

## Comtats històrics
Durant la història de l'estat s'han eliminat tres comtats:
- Comtat d'Umpqua, va ser creat el 1851 i es va reduir gradualment de mida fins al 1862, quan el que va quedar es va incorporar al comtat de Douglas.[6]
- Comtat de Champooik o Champoeg, un dels quatre districtes originals en què es va dividir el comtat d'Oregon el 1843. Rebatejat com a comtat de Marion el 1849.[6]
- Comtat de Twality, Tuality o Falatine, un dels quatre districtes originals en què es va dividir el comtat d'Oregon el 1843. Rebatejat com a comtat de Washington el 1849.[6]